# Huta (okres Užhorod)
Huta, ukrajinsky Гута, maďarsky Unghuta, je část obce Kam´janycja, v Onokivské územní komunitě, v okrese Užhorod, v Zakarpatské oblasti na Ukrajině. V roce 2001 zde žilo 282 obyvatel.

## Historie
Do uzavření Trianonské smlouvy byla ves součástí Uherska, poté byla součástí Československa. V roce 1921 zde stálo 122 domů a žilo 682 obyvatel, z toho 671 Čechoslováků, tj. Čechů a Slováků, 2 Maďaři a 3 Židé. V roce 1939 byla ves okupována Maďarskem. Od roku 1945 byla součástí Ukrajinské sovětské socialistické republiky, která byla součástí SSSR. Od roku 1991 je součástí nezávislé Ukrajiny.